# محمد الأمين الشخاري
محمد الأمين الشخاري (ولد في فوسانة في 17 ماي 1957) مهندس وجامعي ووزير سابق في حكومة حمادي الجبالي.